# Góra Kościernicka
Góra Kościernicka – wzniesienie morenowe o wysokości 62,4 m n.p.m. na Równinie Białogardzkiej, położone w woj. zachodniopomorskim, w powiecie białogardzkim, na obszarze gminy Białogard.
Góra Kościernicka jest kępą wysoczyznową zbudowaną z glin lodowcowych i piasków wodnolodowcowych.
Na północ od wzniesienia leży wieś Kościernica.
Nazwę Kościernicka Góra wprowadzono urzędowo w 1950 roku, zastępując poprzednią niemiecką nazwę Kösternitzer Berg.